# Sam Green
Sam Green er en amerikansk filminstruktør, der blandt andet har instrueret den Oscar-nominerede dokumentarfilm The Weather Underground.
Han har desuden stået bag The Rainbow Man/John 3:16, og en række korte dokumentarfilm. Blandt andet lot 63 og Pie Fight '69 (Instrueret sammen med Christian Bruno). Senest har Sam Green gjort sig bemærket med sin såkaldte "live dokumentar" Utopia in four movements. Projektet blev vist på Sundance Film Festival i 2010 og er kendetegnet ved at Sam Green live speaker filmen, ligesom filmens soundtrack opføres live under filmen. 

## Filmografi
- Clear Glasses (2008)
- Lot 63, Grave C (2006)
- N-Judah 5:30 (2004)
- The Weather Underground (2003)
- Pie Fight '69 (2000)
- The Fabulous Stains: Behind the Movie (1999)
- The Rainbow Man/John 3:16 (1997)